# Pascal Caron
Pascal Caron (* 1. April 1972 in Cap-de-la-Madeleine, Québec) ist ein ehemaliger kanadischer Bobfahrer, der an den Olympischen Winterspielen 1994 in Lillehammer und den Olympischen Winterspielen 2002 in Salt Lake City teilnahm.

## Karriere

### Olympische Winterspiele
Bei den Olympischen Winterspielen 1994 in Lillehammer gehörte Pascal Caron zum kanadischen Aufgebot im Viererbob. Den olympischen Wettkampf absolvierte er zusammen mit Pierre Lueders, Dave MacEachern und Jack Pyc am 26. und 27. Februar 1994 auf der olympischen Bobbahn in Hunderfossen in der Gemeinde Lillehammer und belegte im Bob Canada 1 den 12. Platz von 30 teilnehmenden Viererbobs mit einer Gesamtzeit von 3:29,56 min aus vier Wertungsläufen.
Caron gehörte in Salt Lake City bei den Olympischen Winterspielen 2002 zum kanadischen Aufgebot im Viererbob. Zusammen mit seinen Mannschaftskameraden Pierre Lueders, Ken Leblanc und Giulio Zardo nahm er am 22. und 23. Februar 2002 auf dem Utah Olympic Park Track am olympischen Wettkampf teil. Er erreichte den 9. Platz von 31 gestarteten Viererbobs mit einer Gesamtzeit von 3:09,17 min aus vier Wertungsläufen.